# 三枝玄樹
三枝 玄樹（さえぐさ げんき、1981年12月8日- ）は構成作家・脚本家・小説家。
東京都出身。オフィスクレッシェンド所属。

## 作品

### 書籍
- 「きのうの世界を壊します～解体屋顛末記～」（2009メディアファクトリー）
- 「混合男児」（2007毎日新聞社）
- 「結党!老人党」（2007毎日新聞社）

### テレビ
- 「ディベート・ファイト・クラブ」(CX)
- 「緊急結婚特番」(CX)
- 「ドラえもん大晦日生放送SP」(ANB)
- 「喝!リベンジナイト」(TX)
- 「クイズ赤恥青恥」(TX)
- 「クエスファイブ」(TX)

### ラジオ
- 「剛力彩芽スマイルS2スマイル」
- 「広瀬香美ラジオDeフォローミー」
- 「茂木健一郎のオールナイトニッポンサンデー」（ニッポン放送）
- 「小栗旬のオールナイトニッポン」（ニッポン放送）
- 「城田優のオールナイトニッポンR」（ニッポン放送）
- 「岩松了のオールナイトニッポン」（ニッポン放送）

（ラジオドラマ）
- 「絶体絶命都市～めぐりあうために～」（ニッポン放送）
- 「ニューイヤーイブに逢いたい」（ニッポン放送）
- 「キサラギアナザーストーリー週に1度のラブレター」（ニッポン放送）

### その他
（WEB）
- 「週刊★ロマン鉄道」（インプレスTV）

（舞台）
- 「THE CIRCUS」
- 「キサラギ」
- 「キサラギ2009 STAGE Ver」
- 「キサラギ2010 STAGE Ver」

## 一連の『緊急結婚特番』に関する騒動について
- 「緊急結婚特番」を参照。